# Gerechtshofbrug
De Gerechtshofbrug was een brug in centrum van de Belgische stad Kortrijk. De brug, die vernoemd werd naar het nabijgelegen gerechtshof, overspande de rivier de Leie en verbond de drukke Beheerstraat en Noordstraat, die toen beide deel uitmaakten van het westelijk tracé van de kleine stadsring R36. Op de plaats van deze brug hebben in verleden reeds diverse andere bruggen gestaan waaronder een brug waarop de tramlijn KM reed. De Gerechtshofbrug werd in 2009 afgebroken om binnen het kader van de verbreding en rechttrekking van de Leie, de zogenaamde Leiewerken, plaats te maken voor de nieuwe Noordbrug.
Broelbrug · Budabrug · Brug over Sluis 11 · Collegebrug · Dambrug · De Drie Duikers · Gentbrug · Gerechtshofbrug · Groeningebrug · Kalkovenbrug · Kasteelbrug · Leiebrug · Luipaardbrug · Noordbrug · Overzetwegbrug · Reepbrug · Ronde van Vlaanderenbrug · Spoorwegbrug Kanaal · Viaduct R8 (Harelbeke) · Viaduct R8 (Marke) · Viaduct R8 (Stasegem)